# Orange Store
 (mars 2013).
Si vous disposez d'ouvrages ou d'articles de référence ou si vous connaissez des sites web de qualité traitant du thème abordé ici, merci de compléter l'article en donnant les références utiles à sa vérifiabilité et en les liant à la section « Notes et références ».
Orange Store anciennement Générale de téléphone est une société de distribution de produits de télécommunication d’origine française. Elle a été créée en 2005, issue de l’acquisition par Daniel Abittan et Michael Likierman des deux réseaux de distribution Photo Service et Photo Station. Elle est devenue filiale à 100% d’Orange en 2011. Elle est représentée, au 22/11/2023, par les 300 boutiques Orange.
La marque Générale de téléphone gère actuellement une activité Télécom, distribution de produits et services dans le domaine de la téléphonie mobile pour le compte d'Orange, une activité Photo et une activité internet et multimédia.
Le 12 Octobre 2023, le groupe Orange annonce que la Générale de Téléphone qui gère une grande partie de ces boutiques dans le pays changera de nom et deviendra Orange Store.

## La société

### Historique
La Générale de téléphone est créée en 2005. Daniel Abittan, fondateur de la chaîne de développement photographique PhotoService et du groupe d’optique GrandVision (Grand Optical et Générale d’Optique), en est le principal actionnaire.
En 2006, la société Générale de téléphone décide de redéployer ses deux réseaux dans les métiers des télécommunications, en partenariat exclusif avec le Groupe France Télécom-Orange, premier opérateur du marché français.
En 2008, l’opérateur téléphonique Orange prend 35 % de la maison mère de PhotoStation et PhotoService.
En juillet 2011, la Générale de téléphone devient filiale de distribution à 100 % d’Orange. Pierre Jacobs est nommé Directeur Général de Générale de téléphone. Il est responsable du pilotage de l'ensemble des activités de la nouvelle filiale de distribution du Groupe Orange (réseau national de 280 magasins et 1700 collaborateurs) en tant que mandataire social.
En novembre 2012, le magasin « 100% mobile recyclé » du réseau Générale de téléphone ouvre ses portes à Paris Bonne Nouvelle.
En septembre 2014, le magasin " Mood" du réseau Générale de téléphone ouvre ses portes à Bordeaux.
En avril 2016, Anne-Laure Commault auparavant directrice marketing opérationnel d’Orange France est nommée directrice générale de Générale de téléphone.
En avril 2020, Gilles Combe est nommé directeur général de Générale de téléphone, après avoir été directeur Agence Entreprises Nord-de-France au sein d’Orange Business.
En Octobre 2023, le groupe Orange annonce que l'entreprise changera de nom et s'appellera désormais Orange Store.

### MOOD
En septembre 2014, Générale de téléphone lance une nouvelle marque décrite comme joyeuse et optimiste : MOOD.
Une marque dédiée aux accessoires pour smartphones, casques, audio, et objets connectés. MOOD propose des produits "créatifs, élégants et racés" à retrouver dans ses boutiques.
MOOD s’adresse à tous les amoureux de mode, de tendances, de liberté, de voyage et de numérique.
En avril 2015, MOOD lance son site internet dans le style d'un magazine tendance.
En mai 2015, c'est au tour du site marchand de voir le jour.
En juin 2015, "MOOD" compte déjà 5 boutiques en France à Bordeaux, Dijon, La Rochelle, Tours et Paris et annonce vouloir ouvrir 50 à 70 boutiques siglées Mood dans les 5 ans.
En 2020, MOOD annonce la fermeture de ses boutiques. Le service après-vente reste accessible jusqu’au 30/09/2025.